# Рекало Михайло Петрович
Михайло Петрович Рекало (нар. 11 липня 1938 року у м. Костянтинівка Донецької області — 2004 р. Харків) — радянський та український вчений-фізик-теоретик, доктор фізико-математичних наук, начальник лабораторії, провідний науковий співробітник ХФТІ.

## Життєпис
Народився 11 липня 1938 року у м. Костянтинівка Донецької області.
У 1960 р. закінчив з відзнакою Харківський державний університет та вступив на роботу до ХФТІ (тоді Український фізико-технічний інститут) до теоретичного відділу Т-1, керованого О. І. Ахієзером, де працював на посадах від молодшого наукового співробітника, старшого наукового співробітника (З 1964) до начальника лабораторії, провідного наукового співробітника.
У 1964 р. захистив кандидатську, у 1968 р. — докторську дисертацію на тему «Питання теорії взаємодії адронів».
За сумісництвом — професор фізико-технічного факультету Харківського державного університету, понад 25 років читав лекції з фізики елементарних частинок.
У 1964 р. разом з О. І. Ахієзером розрахував ряд електромагнітних характеристик адронів, узагальнив кваркову модель з урахуванням процесів електромагнетизму.
Розвинув релятивістську теорію поляризаційних ефектів у розщепленні дейтрона електронами при високих енергіях, на основі якої було запропоновано метод визначення зарядового формфактору нейтрона. Виконав аналіз процесів когерентної фото- та електроутворення нейтральних піонів на дейтронах з урахуванням можливості порушення парності в ядерних силах.
Автор та співавтор понад 300 наукових праць у галузі теоретичної фізики, та трьох науково-популярних книг.

## Окремі роботи
- Ахиезер А. И., Рекало М. П. Электродинамика адронов. — Киев. Наукова думка. 1977. — 496 с.
- Нейтрино / М. П. Рекало. — Киев: Наук. думка, 1986. — 173,[2] с. : ил.; 20 см. — (Науч.-попул. лит.).
- Ахиезер А. И., Рекало М. П. Элементарные частицы. — М., Наука, 1986. — 256 с.
- Рекало М. П. Нейтральные слабые токи. — Киев. Наукова думка. 1988. — 326 с.
- Биография элементарных частиц / А. И. Ахиезер, М. П. Рекало. — 2-е изд., доп. и перераб. — Киев: Наук. думка, 1983. — 207 с. : ил.; 20 см. Тираж 15000 экз.
- Ахиезер А. И., Рекало М. П. Современна физическая картина Мира. — М.: Знание, 1980.